# 花容劫
《花容劫》（英語：Faceless）是一部1988年的法国砍杀电影，由傑斯·佛朗哥导演。

## 剧情
弗兰克·弗拉芒医生有一个病人叫弗朗索瓦夫人，因为手术失败而毁容。为了报复，弗朗索瓦夫人向弗拉芒医生泼酸液，但没泼中，而是泼中了医生的妹妹英格丽，导致英格丽脸部严重烧伤。
在巴黎的一次摄影活动中，医生的助手娜塔莉给芭芭拉·哈倫下药并将其绑架，把她锁在弗拉芒诊所地下室的一个房间里。当然，地下室里被绑架的女孩不止芭芭拉一个，她们都由戈登看管着。
在纽约，芭芭拉的父亲特里·哈倫急切地等待着他女儿的消息，甚至雇佣了一名私人侦探山姆·摩根去寻找她。一到巴黎，摩根就和巴黎警察布莱恩·华莱士一起到停尸房认尸。停尸房有一具无头女尸，摩根知道这不是芭芭拉，因为尸体上没有痣。
弗拉芒和娜塔莉去见外科医生奧爾洛夫，商量做手术剥下芭芭拉的脸，再移植给他妹妹英格丽。奧爾洛夫让他们去找纳粹医生卡尔·海因茨·莫泽尔。他们回来后发现芭芭拉的脸已经被戈登割伤了。
摩根见了给芭芭拉拍照的导演马克桑斯，通过恐吓的手段问出了一些信息，随后马克桑斯的保镖杜多出面把摩根赶走了。与此同时，弗拉芒又绑架了一名应召女郎来做换脸手术，名叫梅丽莎。摩根把芭芭拉的信息打电话告诉特里。芭芭拉是个妓女，失踪的时候身上有一块金錶。
莫泽尔来到诊所做手术，把梅丽莎的脸活活剥了下来，但由于并发症，梅丽莎的脸还是被毁了。戈登用电锯把梅丽莎的头割了下来。弗拉芒和娜塔莉不得不再找一名牺牲品。在一家俱乐部，他们找到一个女演员，两人骗她来诊所，给她下药，再把她控制住。摩根根据芭芭拉·哈倫的一张信用卡，追查到巴黎郊区的圣克卢，找到了弗拉芒的诊所。
在诊所，摩根看到了娜塔莉的手表，后来回到酒店，根据照片判断这块手表是属于芭芭拉的，于是决定再回到诊所。诊所的一名护士进入地下室，发现所有的女孩都被关了起来。她被戈登抓住并杀害。此刻，莫泽尔、弗拉芒和纳塔莉已然剥下了女演员的脸，给英格丽看。
摩根回到诊所，遭到戈登袭击，摩根最终用钩子刺死了戈登。摩根找到了钥匙，又找到了芭芭拉等一众女孩们，正解救芭芭拉时，被纳塔莉锁在了芭芭拉的牢房里。弗拉芒、莫泽尔和纳塔莉随后用砖头在牢房外面砌了一面墙。芭芭拉和摩根知道自己出不去了。
然而，摩根在来诊所前给特里发了一条信息，说他已经追踪到巴黎的一家诊所，他要去那里找芭芭拉，如果他在12小时内没有再发信息，“就派海军陆战队去，圣诞快乐”。特里让他的办公室主管安排去巴黎的第一班飞机，他要去救出芭芭拉和摩根。

### 结局
影片原来的结局是摩根成功救出芭芭拉，并逮捕了弗拉芒、纳塔莉、莫泽尔和英格丽，特里去巴黎接他们回家。导演傑斯·佛朗哥希望做一点不同的改动，让结局与众不同，所以把结局改成了开放式的，只是说特里·哈倫要去巴黎的诊所，但留有余地，特里能否及时赶到巴黎并拯救两人仍是个未知数。

## 演员
- 漢密·保加（英语：Helmut Berger） 饰 弗兰克·弗拉芒医生
- 碧姬·萊爾（英语：Brigitte Lahaie） 饰 娜塔莉
- 克里斯多福·米契（英语：Chris Mitchum） 饰 山姆·摩根
- 特利·薩瓦拉斯 饰 特里·哈倫
- 卡羅琳·門若（英语：Caroline Munro） 饰 芭芭拉·哈倫
- 安東·狄夫倫（英语：Anton Diffring） 饰 卡尔·海因茨·莫泽尔医生
- 霍華德·弗農（英语：Howard Vernon） 饰 奧爾洛夫医生
- 斯特凡娜·奥德朗 饰 謝爾曼夫人
- 蒂爾達·塔馬（英语：Tilda Thamar） 饰 弗朗索瓦夫人

## 发行
该片曾以包括法语在内的不同语言发行。Severin电影2022年发行了UHD和蓝光版本。